# Escudo de la óblast de Odesa
El escudo de armas de la óblast de Odesa es un símbolo de la citada región ucraniana, aprobado el 21 de julio de 2002 por decisión del Consejo Regional de Odesa.

## Descripción
Escudo español. De azur, ancla de plata. Bordura de gules, cargada de seis anclas de oro (tres a cada lado), de una gavilla de espigas de oro (en jefe) y de un racimo de uvas de oro (en punta). Sostenido por una corona de vides y espigas entrelazadas, de oro.

## Significado de los símbolos
El ancla simboliza la esperanza y la salvación. El ancla central es el símbolo de la marina mercante, reflejando la relación de los canales marítimos y fluviales de comunicación de esta zona. Las anclas de la bordura simbolizan la importancia militar y de transporte de la zona de Odesa. Existen siete anclas porque en la óblast de Odesa hay siete puertos.
La gavilla de pan simboliza la riqueza y la unidad de las personas, como las espigas. Simbolizan la agricultura y la estepa septentrional de la óblast de odesa (inspirado en el escudo de armas de Balta - gavillas de oro en campo de azur).
El racimo de la vid simboliza una idea común: el acuerdo interno. Representa la parte meridional de la óblast de odesa (inspirado en el escudo de armas de Bilhorod-Dnistrovskyi - vid en campo de gules), así como la viticultura y la vinificación.
El escudo fue creado por P. V. Bondarenko, M. V. Murmanov y los artistas G. SH. Fayer y L. L. Bruk.